# Psittacopasserae
Psittacopasserae é um clado de aves que reúne pássaros e papagaios. O grupo foi proposto baseado na análise genética dessas aves por Shannon Hackett et al. em 2008, e foi formalmente nomeado num artigo de 2011 da Nature Communications feito por Alexander Suh e colegas que trabalham com o grupo de Jürgen Schmitz.